# ペン＝ロビンソンの状態方程式
ペン＝ロビンソンの状態方程式は彭定宇とドナルド・B・ロビンソン (Donald B. Robinson) が1976年に提案した実在気体の状態方程式の一種であり、高圧条件下での計算によく用いられる。
圧力を{\displaystyle p}、温度を{\displaystyle T}、モル体積を{\displaystyle v}とすればその方程式は
{\displaystyle P={\frac {RT}{v-b}}-{\frac {a\alpha }{v(v+b)+b(v-b)}}}
と表される。ここで
{\displaystyle \alpha =[1+m(1-T_{r}^{0.5})]^{2}}
{\displaystyle m=0.37464+1.54226\omega -0.26992\omega ^{2}}
{\displaystyle \omega } は偏心係数
である。
分子間力定数 {\displaystyle a} と分子排除容積 {\displaystyle b} は臨界圧力 {\displaystyle P_{c}}・臨界温度 {\displaystyle T_{c}}・気体定数 {\displaystyle R}を用いて、
{\displaystyle a=\Omega _{a}{\frac {R^{2}T_{c}^{2}}{P_{c}}}}
{\displaystyle b=\Omega _{b}{\frac {RT_{c}}{P_{c}}}}
で計算される。ここで、{\displaystyle \Omega _{a}=0.45724}、{\displaystyle \Omega _{b}=0.07780} である。